# ایمره کیش
ایمره کیش (مجاری: Imre Kiss؛ زادهٔ ۱۰ اوت ۱۹۵۷) بازیکن فوتبال اهل مجارستان بود.
از باشگاه‌هایی که در آن بازی کرده‌است می‌توان به اشاره کرد.